# Русские в Азербайджане
Русские в Азербайджане (азерб. Azərbaycanda ruslar) — третья по величине (после азербайджанцев и лезгин) этническая группа в Азербайджане и одна из крупнейших диаспор русских за пределами современной России. С момента своего появления на территории Азербайджана в XIX веке, русские играли важную роль во всех сферах жизни страны, особенно в советский период и в первую очередь в её столице — городе Баку.

## История

### Появление русского населения
Первые русские поселения на территории Азербайджана стали появляться только в 1830—50-х годах, после заключения Туркменчайского договора. По мнению Н. Шаврова, «первые русские поселения возникли в силу необходимости размещения сектантов. Водворения их началось с 1838 г. (и до середины 60-х гг.)». Первым законодательным актом, санкционирующим переселение, стало издание 20 октября 1830 года правительственного распоряжения о переселении раскольников и сектантов в «закавказские провинции». Русские переселялись из внутренних губерний. По утверждению сенатора Кузьминского, первыми добровольными русскими переселенцами были молокане, переселившиеся из Оренбургской губернии в 1830 году. В 1833 году было основано село Карабулаг. Среди первых русских селений были Вель, Привольное, Пришиб, Николаевка, Ивановка. Начиная с середины 1833 года происходит переселение русских сектантов в Шемахинский и Шушинский уезды, затем в Ленкоранский уезд. Некоторое время «сектантам» запрещалось селиться в городах. Чуть позже они основали слободы в Шемахе и Ленкорани и лишь в 1859 году им было разрешено поселение слободой в Баку. За 1841—1847 гг. в Елисаветпольской губернии были образованы селения Славянка, Ново-Горелое, Ново-Троицкое и Ново-Спасское, состоящие исключительно из духоборов, а также Головино, Борисы, Михайловка. В 1850 году основано село Новосаратовка; в 1854 году село Новоивановка; в 1870 году еще одно село с названием Михайловка
По архивным сведениям, в 1852 году, при водворении переселенцев в Елизаветпольской губернии, им на дым отводилось земли больше, чем местным жителям: 60 дес. В апреле 1899 года Комитет министров Российской империи издал закон, разрешавший передачу свободных государственных земель на Кавказе лишь крестьянам коренного русского происхождения.
Следующая волна миграции русского населения приходится на конец XIX — начало XX вв. и связана прежде всего с развитием промышленности, особенно нефтяной, и ростом городов. Численность русских мигрантов в Баку в период с 1897 по 1913 год увеличилось с 38,975 до 76,288 человек. Русскими рабочими преимущественно заселялись Чёрный и Белый город, промышленный пояс на северо-восточной окраине Баку. Численность русских в нефтяной промышленности Баку в 1902 году составляла 29,4 % всех учтённых рабочих. Русские доминировали в административном аппарате. По данным на 1910 год в Баку практиковали 107 адвокатов и их помощников, из которых 38 являлись русскими, уступая армянам (48 человек), в то время как мусульман было всего четверо.
Первые одиночные русские поселения на Мугани появились в 1860-х гг.. По распоряжению главноначальствующего гражданской частью на Кавказе А. М. Дондукова-Корсакова в 1887 году был упразднён уездный город Джеват. На его месте разрешено было поселиться партии переселенцев. Так возникло первое русское селение на Мугани — Петропавловка. Тем не менее, активное заселение Мугани началось на рубеже XX века. Согласно Н. Волковой заселение русскими Мугани относится к 1897 году, где до 1917 года возникло 48 селений. По данным же О. Д. Комаровой, только в течение 15 лет, с 1902 по 1917 гг., на Мугани образовалось около 55 русских посёлков с населением общей численностью свыше 20 тыс. человек. В эти же годы несколько десятков русских поселений образовались вдоль Каспийского побережья: в северной части — на территории Кубинского уезда, а также на юге — в Ленкоранском уезде. На рубеже XIX—XX вв. в Азербайджане в общей сложности появились более ста русских православных селений. По данным Энциклопедического словаря Брокгауза и Ефрона, издававшегося в конце XIX — начале XX веков, в Ленкоранском уезде

живут русские молокане и другие сектанты, сосланные сюда при императоре Николае I; они живут в большом довольстве и кроме хлебопашества занимаются извозом. В шемахинском уезде также есть оседлое русское население из сектантов. Между ними очень распространяется секта жидовствующих. Кроме сектантов в этих уездах русские в значительном числе живут лишь в Бакинском, на нефтяных промыслах и в штаб-квартирах полков, но обыкновенно не остаются долго в крае.

По переписи 1897 года в Бакинской губернии насчитывалось 73,632 русскоязычных жителей, а в Елизаветпольской — 14,146 человек. На протяжении 1901—1904 гг. возникли новые русские поселения: на Мугани — Ермолово и Козляково, в Ленкоранском уезде — Алексеевка, Покровка, Григорьевское, Ново-Голицыно, Ново-Ермоловка; в Кубинском уезде — Ширванское; в Джеватском уезде — Николаевка, Александровка, Михайловка.
Особое значение царская администрация уделяла колонизации Мильской и Муганской степей. Крупным мероприятием стало орошение и освоение Мугани, которую власти надеялись превратить в базу промышленного хлопководства. К 1916 году планировалось завершить орошение всей её территории и обеспечить расселение в этой зоне до 100 тыс. человек. Проводимые правительством работы, а также принятый в 1912 году специальный закон «Об отводе казённых орошенных участков в Муганской степи», носили явно протекционистский характер, предоставляя переселенцам существенные льготы в условиях землепользования и имущественных правах.
Однако здесь экономические интересы царского правительства тесно переплетались с политическими. Когда до канцелярии главноначальствующего по гражданской части на Кавказе дошла весть о намерении некоторых богатых мусульман «обратить свои капиталы (в миллионах рублей), вместо нефтяной промышленности, на устройство хлопковых фабрик, с тем, чтобы разведение хлопка сосредоточить на Муганской степи», то канцелярия не замедлила оповестить бакинского губернатора, «что заселение означенной соседней с Ираном степи мусульманским населением является с политической точки зрения совершенно недопустимым и что в политических видах эта степь должна быть заселена… русскими людьми…». Аналогично было и в отношении Мильской степи. В отчёте о состоянии Елизаветпольской губернии за 1901 год, указывалось, что заселение русскими Мильской степи, «отвечая современным государственно-экономическим запросам, будет иметь и серьёзное политическое значение, ибо между Закавказскими провинциями, населёнными магометанами шиитского вероисповедания, и единоверною им Персиею пройдёт широкая полоса, заселённая коренным русским элементом…».
Проводя переселенческую политику, власти порой игнорировали местные условия землепользования, строившихся на обычном праве, и таким образом вторгались в область земельных отношений местного крестьянства, что провоцировало конфликт между русскими переселенцами и азербайджанскими крестьянами-кочевниками. Так, в пределах Восточного Закавказья хозяйственную основу кочевого скотоводства составляли пастбищные угодья, находившиеся в общественном пользовании крестьян-кочевников. Отсутствие в кочевом хозяйстве надельного землепользования не помешало царской администрации при проведении отвода пастбищных земель для создания новых переселенческих участков. Одним из результатов таких мероприятий служит случай, имевший место в Бакинской губернии, когда русских переселенцев разместили на землях, принадлежавших кочевому обществу «алар» в Ленкоранском уезде, а самих крестьян принудительно выселили без обеспечения землёй, что не могло не привести к столкновению между местными крестьянами и переселенцами. И таких случаев было немало. О произошедшем с аларским обществом писал даже В. И. Ленин в своей работе «Переселенческий вопрос».

### В период АДР
На открытии в декабре 1918 года Парламента Азербайджанской Демократической Республики один из её руководителей М. Э. Расулзаде провозгласил, что «наше отделение от России не является актом вражды по отношению к России. Мы не ощущаем неприязни к русскому народу, который более нас страдал от деспотизма». В состав парламента вошли трое депутатов от «Русского славянского общества». После установления правительством АДР контроля над Баку в сентябре 1918 года русские, наряду с армянами, продолжали занимать ключевые позиции в административном аппарате и органах юстиции. Русские преобладали среди судей и прокуроров, а русский адвокатский корпус сохранял доминирующее положение в городах. Как впоследствии писал один из российских чиновников того времени, действительный статский советник К. Д. Кафафов: «Значительная часть служащих в азербайджанских казённых учреждениях состояла из русских. Отношения к ним местных властей и населения были самые доброжелательные, и сравнивать эти отношения с отношениями грузин и армян не приходится». При том, что азербайджанскому языку был присвоен статус государственного, официальный орган правительства газета «Азербайджан» выходила только на русском языке. Русские военнопленные составили офицерский корпус азербайджанской армии, причём газета «Каспий» наставляла своих читателей относиться к русским офицерам с «любовью и уважением». Мусаватистское правительство гарантировало сохранение прав русского населения на принадлежавшие ему земли.
В то же время распад Российской империи и возникновение в 1918 году независимых Грузии, Армении и Азербайджана, сопровождалось в регионе большим перемещением населения. Вызванная Первой мировой войной экономическая разруха, кризис сельского хозяйства, нехватка хлеба, межэтнические столкновения, всё это вынудило почти половину недавних русских поселенцев покинуть свои места и возвратиться на прежнее место жительство в Россию. Значительная часть русского населения Мугани в 1918 году ушла на Северный Кавказ. Менее половины из них (2,8 тыс. человек) вернулось в 1921 году. Примечательно, что обратная миграция охватила преимущественно переселенцев второй волны и практически не затронула сектантские сёла (в том числе и те, которые были расположены в муганской зоне).
В некоторых случаях такие этнические перемещения были также связаны и с внутренней политикой мусаватского правительства. В частности, оказавшись не в состоянии разрешить тогдашний аграрный кризис, центральные и местные власти попытались преодолеть остроту вопроса за счёт русского населения. Как писал Б. Л. Байков «в северо-восточной части Шемахинского уезда населённой по преимуществу молоканами, русское население подвергалось повальному ограблению со стороны татарского (то есть азербайджанского — прим.) населения, предводимого доморощенными администраторами из татар же, у населения отбирали хлеб, скот, земледельческие орудия, домашнее имущество. …С очевидного благословения Азербайджанского правительства принимались все меры к тому, чтобы заставить коренное русское население подняться с насиженных мест… и уйти вовсе из Азербайджана». Освободившиеся после этого земли сдавались специально создаваемыми комиссиями из представителей правительства в аренду азербайджанским сельским обществам. Однако это не разрешало аграрный вопрос, поскольку доход оказался минимальным, а мусульманские крестьяне продолжали требовать общего передела земли.

### Советский период
В 1920-х гг. русские наряду с армянами и евреями полностью доминировали в управлении Азербайджана. В ЦК АзКП летом 1923 года состояло 13 русских, незначительно уступая азербайджанцам, коих было 16 человек. Даже в 1925 году русские составляли 38 % азербайджанского партаппарата (для сравнения, в Грузии в этот период 73 % партаппарата — грузины, в Армении — 93 % армяне). По состоянию на 1927 год русские доминировали (43 %) в Бакинской партийной организации. Постепенно им на смену стали приходить местные национальные кадры, чему способствовала также политика коренизации. Тем не менее, в Азербайджане до самого конца, в отличие от Армении и Грузии, процент русских и армян в бюрократии оставался значительно выше, чем их удельный вес в населении. В послевоенные годы руководящие должности более низкого ранга в партийно-административной системе управления продолжали оставаться за лицами русской национальности. Например, должность второго секретаря Бакинского горкома партии постоянно замещалась лицами русской национальности (Воробьёвым, А. Малютиным, Я. Кирсановым, Сергеевым). До 1950 года пост руководителя исполнительного комитета Бакинского Совета депутатов трудящихся также замещался лицами русской национальности (Козловым, Буздаковым, Сергеевым). Выходцы из русской этнической среды часто возглавляли азербайджанский МГБ-МВД-КГБ.
В 1938 году в Верховный Совет Азербайджанской ССР I созыва было избрано 36 русских. Среди депутатов Верховного Совета Азербайджанской ССР 7-го созыва (1967—1970) русских числилось 41 человек. По данным на 1 января 1979 года 30,118 русских входили в Коммунистическую партию Азербайджанской ССР, составляя 9,6 % от общего числа.
По сельскохозяйственной переписи 1921 года в Азербайджане насчитывалось примерно 80 русских селений, из которых 30 являлись сектантскими (около 30 тыс. жителей), а остальные — православными (около 12 тыс. человек). Миграционные тенденции продолжались и в советское время, когда в Азербайджан (преимущественно в города) переезжали квалифицированные специалисты из других концов Советского Союза. С октября 1928 года по январь 1933 года число русских рабочих, занятых в нефтяной промышленности, выросло с 21,883 до 40,721 человека, что составляло 58,5 % всех работавших в «Азнефти». Русские продолжали оставаться крупнейшим этническим элементом Баку, согласно переписям 1926 и 1939 годов. В Гяндже русские составили 8,2 % населения в 1926 году. В целом 26,6 % всего городского населения Азербайджана в 1926 году и 35,7 % — в 1939 году составляли русские. Последняя массовая волна русской миграции в Азербайджан наблюдалась в 1949 году, в связи с возведением промышленного города общесоюзного значения Сумгаит в нескольких километрах к северу от Баку. В 1950-х гг. количество сёл, в которых проживало русское население, превысило 120. Однако спустя десятилетие начинается уже обратная тенденция, резкое и неуклонное снижение русского сельского населения. Начавшийся в 1960-х гг. отток русских из Азербайджана, который усилился с начала 1980-х гг., шёл в основном из сельских районов республики. Это было обусловлено более быстрой урбанизацией русского населения. В течение 1970—1990-х такие старинные сёла, как Павловка и Алексеевка Хачмасского района, Владимировка Кубинского района, Астрахановка и Хильмили Шемахинского района и др. почти полностью остались без русского населения.

### После 1991 года
Распад СССР и возникший между двумя закавказскими республиками Азербайджаном и Арменией острый территориальный конфликт вокруг Нагорного Карабаха вызвали очередные массовые этнические миграции населения. По данным Госкомстата Азербайджана к началу февраля 1990 года из Армении в Азербайджан бежало 3,5 тыс. русских, подавляющая часть которых позже перебралась в Россию. Экономический кризис, события Чёрного января в Баку, внутриполитическая нестабильность, ограничение сферы применения русского языка, возрастание психологического дискомфорта, вывод с территории Азербайджана советских войск (лишь по некоторым оценкам их общая численность, вместе с членами семей, достигала 70—80 тысяч человек) и т. д., всё это обусловило значительный отток русского населения из республики и привело к тому, что в первые годы независимости Азербайджана русские в значительной степени оказались отчуждены от политической жизни страны. Самый большой отток русских из Азербайджана в Россию был отмечен после событий Чёрного января 1990 года, а также в 1992 году, после чего он заметно сократился.
Русское население в целом с недоверием встретило активизацию и последующий приход к власти в 1992 году национал-демократического Народного Фронта Азербайджана (НФА), хотя с началом армяно-азербайджанского конфликта местные русские общественные организации единогласно поддержали позицию Азербайджана в отношении Нагорного Карабаха. Так, в 1989 году жители с. Ивановка направили обращение к народным депутатам СССР, в котором они обращались с просьбой «обуздать экстремистские силы из Нагорного Карабаха и Армении». Первоначально основной боевой силой, действовавшей в Карабахе, был азербайджанский ОМОН, состоявший на 80 % из русских. В дальнейшем на стороне Азербайджана сражалось немало русских добровольцев и наёмников, представленных как местными уроженцами, так и выходцами из других республик Советского Союза. Некоторые русские были удостоены звания Национального Героя Азербайджана, как местные уроженцы (И. В. Макеев, Ю. П. Ковалёв), так и выходцы из других советских республик (Е. Н. Карлов, В. В. Серёгин, С. А. Сенюшкин и т. д.). Русские/российские военные также воевали в качестве механиков-водителей танков, причём в июне 1992 года они возглавили наступление азербайджанской армии, которое было остановлено российскими военными, но уже с армянской стороны.
Ухудшение азербайджано-российских отношений и последовавшая за этим антироссийская пропаганда Народного фронта сыграли непоследнюю роль в беспокойстве русского населения за своё будущее в Азербайджане. И хотя, по сообщению тогдашнего посла России в Азербайджане Вальтера Шонии, новая власть не вела политику выживания русского населения, в прессе и в устах некоторых партийных деятелей поддерживались националистические чувства путём упоминания России как союзницы Армении в армяно-азербайджанском конфликте и силы, стремившийся лишить Азербайджан его новообретённой независимости. После прекращения войны к выезжающим из страны добавились русскоязычные азербайджанцы, в основном жители Баку.
В настоящий момент русские продолжают играть заметную роль в жизни Азербайджана. С мая 1993 года в стране действует официально зарегистрированная Русская община Азербайджана, чей председатель Михаил Забелин с 2000 года является депутатом Милли Меджлиса Азербайджана.
В Баку время от времени оскверняются русские кладбища.
Двое русских — уроженцы и граждане Азербайджана, принявшие участие во Второй Карабахской войне — пали, сражаясь в рядах азербайджанской армии, Дмитрий Солнцев (похоронен на II Аллее шехидов) и Денис Пронин.
Московская декларация (2022), пункт № 40 обязывает обе страны «обеспечивать защиту, сохранение и развитие исторического, культурного и религиозного наследия, а также этнической, языковой и культурной самобытности проживающих на территориях Сторон национальных меньшинств, создавать условия для активного участия их представителей в общественно-политической, культурной и социально-экономической жизни в соответствии с национальным законодательством».

## Расселение
Наибольшее количество русских (около 2/3 от общего числа) проживают в городах. По состоянию на 1999 год 84,3 % всех русских проживали в Баку, где они составляли 6,7 % населения столицы, являясь второй по численности этнической группой города. Они также проживают в Исмаиллинском (с. Ивановка), Хачмазском, а также в Кедабекском (с. Славянка, Новосаратовка и Новоивановка), Джалильабадском (с.Привольное) и Геранбойском (с.Русские Борисы) районах Азербайджана.
Динамика численности русского населения в Азербайджане
| 1926    | 1939    | 1959    | 1970    | 1979    | 1989    | 1999    | 2009    | 2019   |
| ------- | ------- | ------- | ------- | ------- | ------- | ------- | ------- | ------ |
| 220 545 | 528 318 | 501 282 | 510 059 | 475 255 | 392 304 | 141 700 | 119 300 | 71 000 |

## Общие сведения

### Образование
«Азербайджан — наша Родина. В республике для всех граждан, независимо от их национальности и вероисповедания, созданы равные условия, и мы, русские, сделаем всё для развития и процветания Азербайджана».
До установления Советской власти русский язык был доминирующим языком преподавания в школах Азербайджана. В Царское время активно развивалась сеть русских учебных заведений. Обучение в начальной школе в течение длительного времени велось на русском языке, но даже при этом сеть русских школ оставалась довольно ограниченной. Определённую роль в увеличении числа русских школах, которое приходится на 1870-х гг., способствовало принятие «Положения о начальных училищах», санкционировавшее создание начальных школ в сельской местности и допускавшее приём в них крестьянских детей. В конце XIX века возникли русско-татарские (то есть русско-азербайджанские) школы, где преподавание велось на двух языках. Возникновение и развитие сети русских учебных учреждений способствовало расширению знакомства населения с русской наукой и культурой. Видные представители азербайджанской культуры (М. Ф. Ахундов, С. А. Ширвани) придавали большое значение русским школам и определяли туда своих детей. Поэт Сеид Азим Ширвани, открывший в 1870 году школу в Шемахе, первым в Азербайджане ввёл преподавание русского языка.
В первый год Советской власти (1921/1922 учебном году) число школ с обучением русского языка резко уменьшилось. Постепенно оно увеличилось и к 1940/1941 учебному году оно достигло 178 школ. Начиная с 1926 года русский язык также стал изучаться в нерусских школах с третьего класса. Не меньше внимания уделялось и изучению русского языка в вузах. В 1929 году Государственный научный совет при Народном комиссариате просвещения Азербайджанской ССР принял «Положение о правилах подготовки научных работников», в котором рекомендовал, чтобы аспиранты во время учёбы наряду с научной работой также занимались изучением русского языка. Однако до 1938 года многие образовательные учреждения не были обеспечены преподавателями русского языка. В 1937/38 учебном году в 2995 нерусских школах Азербайджана работало немногим более 440 учителей русского языка.
13 марта 1938 года вышло постановление СНК СССР и ЦК ВКП(б) «Об обязательном изучении русского языка в школах национальных республик и областях». Вслед за ним 23 марта ЦК АКП(б) и Совнарком Азербайджанской ССР принял постановление «Об обязательном изучении русского языка в нерусских школах республики». При Азербайджанском государственном педагогическом институте им. В. И. Ленина было создано отделение по подготовке учителей русского языка, а также педагогические училища в Баку, Кировабаде, Ленкоране и иных райцентрах; организованы специальные курсы, подготовившие около 2 тыс. учителей русского языка для нерусских школ сельских районов. Тем не менее, при всём этом решить проблему нехватки преподавателей русского языка для нерусских школ тогда не удалось. Обучение на русском языке наряду полностью было введено в Азербайджанском педагогическом институте русского языка и литературы им. М. Ф. Ахундова и в педагогическом техникуме им. Сабира. В Азербайджанском сельскохозяйственном институте им С. Агамалиоглы имелся русский сектор по специальности механизации и электрификации сельского хозяйства.
В настоящее время, в Азербайджане в более, чем в 300 общеобразовательных школах по всей стране, 18 местных вузах и 38 средних специальных учебных заведениях преподавание ведётся на русском языке. 13 июня 2000 года в Баку на базе Азербайджанского педагогического института русского языка и литературы имени М. Ф. Ахундова был основан Бакинский славянский университет. Функционирует Ассоциация преподавателей русскоязычных учебных заведений Азербайджана. 24 ноября 2009 года в столице Азербайджана открылся первый на постсоветском пространстве «Дом русской книги», на церемонии открытия которого присутствовал руководитель Администрации Президента России Сергей Нарышкин..

### Культура
В Баку функционирует Азербайджанский государственный русский драматический театр им. Самеда Вургуна.
В 1994 году было зарегистрировано Землячество казаков Азербайджана. В 1996 году в целях установления более тесных связей с российскими государственными и общественными организациями, связанными с поддержкой соотечественников за рубежом, был создан Координационный Совет общественных организаций российских соотечественников в Азербайджане.
В 2009 году в Баку был основан Российский информационно-культурный центр (с 2021 года — «Русский дом») — одно из представительств Россотрудничества за рубежом.

### Язык
Русские в Азербайджане говорят на русском языке в качестве родного. Тем не менее, разговорная русская речь Баку (как собственно у русских, так и у русскоговорящих азербайджанцев) обнаруживает ряд характерных особенностей в фонетике, просодии и лексике, рассматриваемых как влияние азербайджанского языка. Кроме того, южнорусский в корне говор потомков русских «сектантов», проживающих во внутренних районах Азербайджана, по сей день содержит в себе
множество архаичных древнерусских форм, утраченных в литературном русском. Часть русского населения также владеет азербайджанским языком. По данным переписи 1989 года, лишь 15,7 % из числа местных русских заявили о владении азербайджанским языком.
В 1939 году в республике на русском языке выходило 46 газет. По данным 1968 года 38 % печатной продукции в Азербайджанской ССР было издано на русском языке. В 1972 года на русском языке в Азербайджане было выпущено 343 книги, 47 журналов, бюллетеней и других периодических изданий. На русском языке с 1989 года начал выходить орган ЦК республики — журнал «Коммунист Азербайджана». Несмотря на заметно укрепившиеся позиции азербайджанского языка в постсоветскую эпоху, русский язык продолжает оставаться обиходным в Баку; на нём издаётся периодика (газеты «Зеркало», «Эхо», «Бакинский рабочий», «Вышка», «Новое время», «Азербайджанские известия», журнал «Баку» и др.) и прочая литература. Действует ассоциация русскоязычных писателей «Луч». В независимом Азербайджане, в отличие от республик Средней Азии, русские гораздо более склонны к изучению азербайджанского языка, многие неплохо им владеют.

### Религия
Русское население республики традиционно придерживается православия, хотя значительно и количество атеистов. Благочинный церквей Бакинской губернии, протоиерей Александр Юницкий в 1906 году следующим образом описывал образ жизни православных русских:

Простота нравов, набожность, соединенная с некоторой патриархальностью первых православных жителей г. Баку, были поразительны. Они жили тихо, скромно и строго охраняли свой семейный очаг. Дома свои с неподдельным благоговением старались украшать иконами и священно-историческими картинами… Каждый воскресный день, каждый великий праздник глава семьи, прежде чем отправиться со всеми домочадцами в храм божий к обедне, творил утром общую молитву.

В Азербайджане действуют пять православных церквей, находящихся в подчинении Бакинской и Прикаспийской епархии Русской православной церкви: три — в Баку, одна — в Гяндже, и одна — в Хачмазе. В Баку, Сумгаите и Шемахе официально зарегистрированы общины молокан.

### Видеоматериалы
- Русские азербайджанцы, сюжет программы «Городские истории»
- Русские в Азербайджане, репортаж программы «Время»
- «Тетя Маруся из Гедабека», док. фильм про жизнь русских староверов, молокан и духоборов, в Азербайджане. МГТРК «Мир», 2007 год.
- Молокане в Азербайджане, репортаж итоговой программы «Вместе» телерадиокомпании «Мир»
- «Духоборы или молокане: история и традиции», Документальный фильм
- Русский язык в Азербайджане